# Edlef Köppen
Pour les articles homonymes, voir Köppen.
Edlef Köppen (1er mars 1893, Genthin - 21 février 1939, Giessen) est un écrivain et journaliste allemand.

## Biographie
Son œuvre maîtresse : L'ordre du jour, considérée par nombre de spécialistes comme autobiographique, parut en 1930. Elle fut interdite en 1933 sous le régime national-socialiste et officiellement classée, en décembre 1938, dans la liste des produits littéraires nocifs et indésirables établie par les services de propagande du Reich. Edlef Köppen est l'un des rares écrivains à avoir servi durant la totalité de la guerre, d'août 1914 à novembre 1918. Il décéda de ses blessures de guerre, en février 1939.
Edlef Köppen a aussi été conseiller littéraire du Funk-Stunde Berlin (de), la première radio en Allemagne. Il en devient le directeur en 1929. Il est démis de ses fonctions en 1933 après la prise du pouvoir par les nazis.

## Œuvres
- Heeresbericht, 1930 Traduction française en 2006, chez Tallandier, sous le titre L'Ordre du jour.
- Vier Mauern und ein Dach, 1934